# Sauli Rytky
Sauli Rytky, född 6 juni 1918 i Haapavesi, död 28 januari 2006 i Haapavesi, var en finländsk längdskidåkare som tävlade under 1940-talet. Han kom tvåa på 4 x 10 kilometer stafett under OS i Sankt Moritz 1948. 